# Maniewo
Maniewo – wieś sołecka w Polsce położona w województwie wielkopolskim, w powiecie obornickim, w gminie Oborniki.

## Historia
Wieś pierwotnie związana była z Wielkopolską. Ma metrykę średniowieczną i istnieje co najmniej od pierwszej połowy XIV wieku. Wymieniona została w łacińskim dokumencie z 1338 jako "Manevo", 1360 "Manyewo", 1388 "Manewo", 1436 według kopii z 1582 "Maniewo".
Początkowo wieś należała do opola chojnickiego z siedzibą w Chojnicy, które było reliktem opola - przedpaństwowej wspólnoty rodowo-terytorialnej, a w późniejszym okresie stało się administracyjnym podokręgiem kasztelanii. W 1388 Maniewo zostało odnotowane w granicach tego opola. W 1446 miejscowość leżała w powiecie poznańskim Korony Królestwa Polskiego. W 1510 należała do parafii Radzim.
W 1338 Helman komandor joannitów oraz Maciej archidiakon płocki i kanonik poznański zawarli ugodę w sporze o dziesięciny z Maniewa, którą pobierać mieli po połowie. Wieś była królewszczyzną czyli własnością królewską, a potem należała do zakonu joannitów, a przez różne transakcje w poszczególnych części miejscowości wchodzili także właściciele prywatni mieszczanie oraz szlachta.
W 1360 król polski Kazimierz III Wielki dał joannitom poznańskim wsie królewskie Maniewo, Radzim oraz Brzeziny, a w zamian otrzymał wsie w powiecie pyzdrskim Siedlec, Brzeźno oraz połowę Popowa (obecnie zaginiona wieś pod Gułtowami w powiecie pyzdrskim). W 1401 Bieniasz komandor joannitów poznańskich zapowiedział posiadłości klasztoru św. Jana, a wśród nich m.in. Maniewo. W 1436 odnotowana została droga z Obornik do Maniewa, a w 1449 po łacinie folwark (łac. "allodium").
W latach 1428-1446 właścicielem we wsi był mieszczanin poznański Jan Ryszek, który w 1428 otrzymał wwiązanie w części Maniewa, czyli w 4 łany folwarczne, 3 łany osiadłe kmiece, karczmę, trzech zagrodników. W 1438 komandor joannitów Michał za zgodą i wolą konwentu sprzedał z zastrzeżeniem prawa odkupu Janowi Ryszkowi 10 grzywien czynszu rocznego na Maniewie za 100 grzywien. W 1440 Jan Ryszek już jako szlachcic zapisał mieszczanowi poznańskiemu Grzegorzowi Buchwaldowi 5 grzywien szer. groszy z sumy, którą posiadał na dziedzinie Maniewo. W 1446 Ryszek sprzedał swoją część Maniewa za 100 grzywien z zastrzeżeniem prawa wykupu szlachcicowi, komandorowi joannitów Tomisławowi z Chełmna.
W 1471 Jan Pampowski komandor joannitów w imieniu całego konwentu zapisał kapitule katedry poznańskiej na wsi Maniewo 10 grzywien czynszu rocznego za 100 kóp groszy, który wykupiono w 1502. W 1510 pobrano wiardunki dziesiętne z Maniewa dla kościoła parafialnego w Radzimiu.
Archiwalne dokumenty odnotowały także zwykłych mieszkańców wsi. Zapis z 1394 odnotował kmieci z Maniewa, którzy chociaż wieś należała do komandora joannitów, odpowiadali przed sądem ziemskim poznańskim o kradzież kwoty 10 grzywien. W 1402 Miłościej (oryg. "Miloscey") sołtys z Maniewa. W latach 1564-1565 funkcję sołtysa we wsi pełnił szlachcic Jan Zęski.
Miejscowość odnotowano również w historycznych rejestrach poborowych dzięki czemu zachował się obraz miejscowości z XV-XVI wieku. W 1475 Maniewo figurowało w wykazie zaległości podatkowych. W 1508 miał miejsce pobór od 8 łanów, jednego łana sołeckiego oraz pobrano 6 groszy od karczmy. W 1509 pobrano podatki od 8 łanów, jednego łana sołeckiego oraz 3 grosze od karczmy. W 1510 miał miejsce pobór od 14,5 łana; w tym dwóch łanów wolnych, a od karczmy pobrano 3 grosze. W 1563 miał miejsce pobór od 9 łanów, jednego łana sołeckiego, karczmy dorocznej oraz od dwóch ludzi luźnych. W latach 1577 i 1580 miał miejsce pobór ze wsi komandora joannitów poznańskich Adama Sędziwoja Czarnkowskiego od 6 łanów, 3 zagrodników, jednego łana sołeckiego oraz 1/4 łana karczmarskiego.
Maniewo, pozostając w rękach zakonu, miała różnych dzierżawców, w tym Adama Czartoryskiego oraz rodzinę Kwileckich. W roku 1508 była we wsi karczma, w XVIII w. – browar. Wieś duchowna, własność komandorii joannitów w Poznaniu pod koniec XVI wieku leżała w powiecie poznańskim województwa poznańskiego. Do dziś zachował się średniowieczny układ wsi w kształcie owalnicy, jest też kościół parafialny pw. św. Mikołaja - neogotycki z 1876. Od 1995 w Maniewie działa Zespół Folklorystyczny „Maniewiacy”.
W latach 1975–1998 miejscowość administracyjnie należała do województwa poznańskiego.